# Uznesenje Djevice (Tizian)
Uznesenje Djevice je slavno Tizianovo ulje na drvu naslikano od 1516. do 1518. godine. Renesansni majstor Tiziano ju je naslikao kao oltarnu sliku za franjevačku crkvu Basilica di Santa Maria Gloriosa dei Frari, u kojoj se i danas nalazi; i najveća je oltarna slika u Veneciji.
Ovo je bila prva velika narudžba za mladog dvadesetogodišnjeg slikara, koji je poslije njezine izvedbe postao vodeći slikar Venecije. Prema jednom navodu, poslanik cara Karla V. je bio prisutan prigodom njezina otkrivanja i tada je franjevcima, koji su dvojili u njezinu kvalitetu, ponudio da ju otkupi, ako ju se oni usude skinuti s oltara.
Godine 1818., slika je premještena u Galeriju Akademije, ali je vraćena na izvorno mjesto 1919. godine. Dok je bila u Galeriji Akademije vidio ju je i Oscar Wilde koji je za nju izjavio kako je „zasigurno najbolja slika u Italiji”.
Slika prikazuje motiv Uznesenja Djevice kao događaj u tri razine. U najnižoj su apostoli u različitim pozama, od očarano zbunjenog pogleda do klečečeg posezanja za Nebesima. U središtu je Djevica Marija omotana u crvenoj haljini i plavom ogrtaču, dok je uzdižu na Nebo roj kerubina s oblaka. Iznad je personifikacija Boga koji gleda s Nebesa dok mu kosa leprša na vjetru. Pored njega leti anđeo s krunom za Djevicu.

## Vanjske poveznice
- (tal.) La pittura  Arhivirana inačica izvorne stranice od 28. prosinca 2012. (Wayback Machine), službene stranice crkve Basilica S. Maria Gloriosa dei Frari
- (engl.) "Titian's Assumption of the Virgin, c. 1516-18"  Arhivirana inačica izvorne stranice od 6. listopada 2014. (Wayback Machine), Smarthistory, Khan Academy